# Benedenberg
Benedenberg est un hameau dans la commune néerlandaise de Krimpenerwaard, dans la province de la Hollande-Méridionale.
Benedenberg est situé dans le Krimpenerwaard, à l'ouest du bourg de Bergambacht, le long d'un petit canal. Benedenberg est situé à environ -1,3 m en dessous du niveau de la mer (-1,3 m NAP).